# مقاطعة نوبيل (أوكلاهوما)
مقاطعة نوبيل (بالإنجليزية: Noble County)‏ هي إحدى مقاطعات ولاية أوكلاهوما في الولايات المتحدة الأمريكية.